# Pochyta pulchra
Pochyta pulchra är en spindelart som först beskrevs av Tord Tamerlan Teodor Thorell 1899.  Pochyta pulchra ingår i släktet Pochyta och familjen hoppspindlar. Inga underarter finns listade i Catalogue of Life.